# Stagni di Colostrai e delle Saline
Stagni di Colostrai e delle Saline este o arie protejată (arie specială de conservare — SAC, sit de importanță comunitară — SCI) din Italia întinsă pe o suprafață de 1.151 ha, din care 29 % marine.

## Localizare
Centrul sitului Stagni di Colostrai e delle Saline este situat la coordonatele 39°20′43″N 9°35′38″E / 39.345278°N 9.593889°E.

## Înființare
Situl Stagni di Colostrai e delle Saline a fost declarat sit de importanță comunitară în septembrie 1995 pentru a proteja 1 specie de plante și 30 de specii de animale. Situl a fost protejat și ca arie specială de conservare în august 2019.

## Biodiversitate
Situată în ecoregiunea mediteraneană, aria protejată conține 20 de habitate naturale: Dune cu vegetație ierboasă Brachypodietalia cu specii anuale, Pseudostepă cu ierburi și specii anuale de Thero-Brachypodietea, Dune mobile de-a lungul țărmului cu Ammophila arenaria („dune albe”), Dune de pe litoral fixate cu Crucianellion maritimae, Salicornia și alte specii anuale care populează regiunile mlăștinoase și nisipoase, Râuri mediteraneene cu debit permanent cu specii de Paspalo-Agrostidion și galerii riverane de Salix și de Populus alba, Bancuri de nisip acoperite în permanență slab de apă marină, Dune cu tufărișuri sclerofile Cisto-Lavenduletalia, Dune împădurite cu Pinus pinea și/sau Pinus pinaster, Dune mobile cu vegetație embrionară, Tufărișuri halofile mediteraneene și termo-atlantice (Sarcocornetea fruticosi), Dune cu vegetație ierboasă Malcolmietalia, Vegetație anuală la limita mareei, Dune de coastă cu Juniperus spp., Lagune de coastă, Pășuni mediteraneene udate de apa mării (Juncetalia maritimi), Faleze cu vegetație de Limonium spp. endemic de pe coastele mediteraneene, Lacuri eutrofice naturale cu vegetație de tip Magnopotamion sau Hydrocharition, Stepe sărăturate mediteraneene (Limonietalia), Galerii și tufărișuri riverane sudice (Nerio-Tamaricetea și Securinegion tinctoriae).
La baza desemnării sitului se află mai multe specii protejate:
- plante (1): Linaria flava
- păsări (25): pescăruș albastru (Alcedo atthis), Alectoris barbara, fâsă-de-câmp (Anthus campestris), egretă mare (Ardea alba), stârc roșu (Ardea purpurea), ciocârlie-cu-degete-scurte (Calandrella brachydactyla), caprimulg (Caprimulgus europaeus), prundăraș de sărătură (Charadrius alexandrinus), erete de stuf (Circus aeruginosus), erete vânăt (Circus cyaneus), egretă mică (Egretta garzetta), piciorong (Himantopus himantopus), stârc pitic (Ixobrychus minutus), Larus audouinii, Larus genei, sitar de mal nordic (Limosa lapponica), vultur pescar (Pandion haliaetus), Phoenicopterus ruber, lopătar (Platalea leucorodia), Porphyrio porphyrio porphyrio, ciocântors (Recurvirostra avosetta), chiră de baltă (Sterna hirundo), chiră mică (Sternula albifrons), silvie de tufiș (Sylvia undata), chiră de mare (Thalasseus sandvicensis)
- amfibieni (1): Discoglossus sardus
- pești (2): Alosa fallax, Aphanius fasciatus
- reptile (2): Caretta caretta, țestoasa de baltă (Emys orbicularis)

Pe lângă speciile protejate, pe teritoriul sitului au mai fost identificate 6 specii de plante, 58 de specii de păsări, 2 specii de amfibieni, 1 specie de nevertebrate, 8 specii de reptile.